# Hargaon
Hargaon é uma cidade e uma nagar panchayat no distrito de Sitapur, no estado indiano de Uttar Pradesh.

## Demografia
Segundo o censo de 2001, Hargaon tinha uma população de 17,972 habitantes. Os indivíduos do sexo masculino constituem 53% da população e os do sexo feminino 47%. Hargaon tem uma taxa de literacia de 56%, inferior à média nacional de 59.5%: a literacia no sexo masculino é de 64% e no sexo feminino é de 48%. Em Hargaon, 18% da população está abaixo dos 6 anos de idade.